# 官田水库
官田水库是中国广东省湛江市遂溪县境内的一座水库，位于城月河上，建于1977年。水库正常库容为980万立方米，平均水深为3.50米，集雨面积为5平方千米，海拔为34.9米。